# Primera División de Bolo Palma
La Primera División de Bolo Palma es la segunda categoría del campeonato de liga de bolo palma organizada por la Federación Cántabra de Bolos.

## Historia
Este segundo nivel se ha denominado de tres formas diferentes a lo largo del tiempo:
- Segunda categoría (2C) entre 1959-1965, disputando los campeones de cada zona una promoción para lograr las plazas de ascenso. Se denominaba Torneo Federación.
- Segunda Especial (2E) entre los años 1966-1987. En 1966 se creó un nuevo torneo llamado Torneo Presidente. Se crearon dos grupos de doce equipos denominados Segunda Especial, con los primeros clasificados de la Segunda Categoría del año anterior. Los campeones ascendían y los subcampeones promocionaban. El 11 y 12 clasificados descendían y el 9 y 10 clasificados promocionaban.
- Primera División desde 1988. En ese primer año existían dos grupos de doce equipos. Campeón y subcampeón jugaban una promoción de ascenso a la máxima categoría. Se denominó Torneo Diputación, nombre que tenía la Liga de máxima categoría el año anterior. Descendían los tres últimos clasificados. Desde 1989 hasta 2008 la disputaban catorce equipos. El campeón disputaba una fase de ascenso con equipos de otras comunidades autónomas: País Vasco, Asturias y Madrid. Esto fue así hasta la creación de la División de Honor en 2008. En 2019, descienden cuatro equipos y se reduce a doce equipos esta división.

## Palmarés

### Segunda categoría
| Temporada              | Campeón               | Grupo                        |
| ---------------------- | --------------------- | ---------------------------- |
| Segunda Categoría 1959 | Peña Oscar            | Grupo Santander              |
| Segunda Categoría 1959 | Mogro                 | Grupo Torrelavega            |
| Segunda Categoría 1959 | Conde San Diego       | Grupo Cabezón de la Sal      |
| Segunda Categoría 1959 | Ebro                  | Grupo Reinosa                |
| Segunda Categoría 1960 | Mogro B               | Grupo Santander              |
| Segunda Categoría 1960 | El Descanso           | Grupo Torrelavega            |
| Segunda Categoría 1960 | Zurdo de Bielva       | Grupo Cabezón de la Sal      |
| Segunda Categoría 1960 | El Buen Pastor        | Grupo Reinosa                |
| Segunda Categoría 1961 | La Carmencita B       | Grupo Santander              |
| Segunda Categoría 1961 | Mallavia B            | Grupo Torrelavega            |
| Segunda Categoría 1961 | Treceño               | Grupo Cabezón de la Sal      |
| Segunda Categoría 1961 | San Miguel de Toranzo | Grupo Toranzo Norte          |
| Segunda Categoría 1961 | El Buen Pastor        | Grupo Toranzo Sur            |
| Segunda Categoría 1961 | Gama                  | Grupo Trasmiera              |
| Segunda Categoría 1962 | Las Higueras          | Grupo Santander              |
| Segunda Categoría 1962 | Sierrapando           | Grupo Torrelavega            |
| Segunda Categoría 1962 | Bustablado            | Grupo Cabezón de la Sal      |
| Segunda Categoría 1962 | La Colina             | Grupo Carriedo               |
| Segunda Categoría 1962 | S.D. Buelna           | Grupo Los Corrales de Buelna |
| Segunda Categoría 1962 | Arenal                | Grupo Toranzo Norte          |
| Segunda Categoría 1962 | Ramón Rivero          | Grupo Toranzo Sur            |
| Segunda Categoría 1962 | Beranga               | Grupo Trasmiera              |
| Segunda Categoría 1963 | San Julian            | Grupo Santander              |
| Segunda Categoría 1963 | El Merendero          | Grupo Torrelavega            |
| Segunda Categoría 1963 | Zurdo de Bielva       | Grupo Cabezón de la Sal      |
| Segunda Categoría 1963 | Nuquisa               | Grupo Carriedo               |
| Segunda Categoría 1963 | Elechino              | Grupo Trasmiera              |
| Segunda Categoría 1963 | Ramón Rivero          | Grupo Toranzo                |
| Segunda Categoría 1963 | La Colina             | Grupo Villacarriedo          |
| Segunda Categoría 1963 | Tomas Varillas        | Grupo Puente Viesgo          |
| Segunda Categoría 1964 | Velarde               | Grupo Santander              |
| Segunda Categoría 1964 | Sniace                | Grupo Torrelavega            |
| Segunda Categoría 1964 | Romate                | Grupo Piélagos               |
| Segunda Categoría 1964 | Nuquisa               | Grupo Carriedo               |
| Segunda Categoría 1964 | Solares               | Grupo Trasmiera              |
| Segunda Categoría 1964 | El Retiro             | Grupo Toranzo                |
| Segunda Categoría 1964 | Eusebio Gómez         | Grupo Villacarriedo          |
| Segunda Categoría 1964 | Ebro                  | Grupo Campoo                 |
| Segunda Categoría 1964 | Boo de Piélagos       | Grupo Santander              |
| Segunda Categoría 1965 | Sniace                | Grupo Torrelavega            |
| Segunda Categoría 1965 | Oruña                 | Grupo Piélagos               |
| Segunda Categoría 1965 | Mazcuerras            | Grupo Mazcuerras             |
| Segunda Categoría 1965 | Soldevilla            | Grupo Los Corrales de Buelna |
| Segunda Categoría 1965 | Arenal                | Grupo Toranzo                |
| Segunda Categoría 1965 | Nestle                | Grupo Villacarriedo          |
| Segunda Categoría 1965 | Elechino              | Grupo Trasmiera              |
| Segunda Categoría 1965 | Ebro                  | Grupo Campoo                 |

### Segunda Especial
| Temporada             | Campeón                 | Grupo    |
| --------------------- | ----------------------- | -------- |
| Segunda Especial 1966 | Oruña                   | Grupo I  |
| Segunda Especial 1966 | Corral                  | Grupo II |
| Segunda Especial 1967 | La Colina               | Grupo I  |
| Segunda Especial 1967 | Ebro                    | Grupo II |
| Segunda Especial 1968 | Elechino                | Grupo I  |
| Segunda Especial 1968 | Mazcuerras              | Grupo II |
| Segunda Especial 1969 | La Carmencita           | Grupo I  |
| Segunda Especial 1969 | Darío Gutierrez         | Grupo II |
| Segunda Especial 1970 | Igollo                  | Grupo I  |
| Segunda Especial 1970 | La Rabia                | Grupo II |
| Segunda Especial 1971 | Construcciones Quintana | Grupo I  |
| SegundaEspecial 1971  | Textil Santanderina     | Grupo II |
| Segunda Especial 1972 | Authi                   | Grupo I  |
| Segunda Especial 1972 | Castillo Iguñesa        | Grupo II |
| Segunda Especial 1973 | Velarde                 | Grupo I  |
| Segunda Especial 1973 | Garaje Paco             | Grupo II |
| Segunda Especial 1974 | Berberana               | Grupo I  |
| Segunda Especial 1974 | Darío Gutierrez         | Grupo II |
| Segunda Especial 1975 | T. Mallavia             | Grupo I  |
| Segunda Especial 1975 | La Cagigona             | Grupo II |
| Segunda Especial 1976 | El Lobio                | Grupo I  |
| Segunda Especial 1976 | La Rabia                | Grupo II |
| Segunda Especial 1977 | La Cavada               | Grupo I  |
| Segunda Especial 1977 | Santa María del Sel     | Grupo II |
| Segunda Especial 1978 | Racing de Santander     | Grupo I  |
| Segunda Especial 1978 | Marcelo Galas           | Grupo II |
| Segunda Especial 1979 | Barreda                 | Grupo I  |
| Segunda Especial 1979 | Altamira                | Grupo II |
| Segunda Especial 1980 | Trasmiera               | Grupo I  |
| Segunda Especial 1980 | Darío Gutierrez         | Grupo II |
| Segunda Especial 1981 | La Carmencita           | Grupo I  |
| Segunda Especial 1981 | Construcciones Rotella  | Grupo II |
| Segunda Especial 1982 | Artcon Cicero           | Grupo I  |
| Segunda Especial 1982 | Casa Sampedro           | Grupo II |
| Segunda Especial 1983 | Barreda                 | Grupo I  |
| Segunda Especial 1983 | San Jose                | Grupo II |
| Segunda Especial 1984 | Liérganes               | Grupo I  |
| Segunda Especial 1984 | Casa Sampedro           | Grupo II |
| Segunda especial 1985 | Comercial Guci          | Grupo I  |
| Segunda Especial 1985 | Virgen de las Quintas   | Grupo II |
| Segunda Especial 1986 | Pontejos                | Grupo I  |
| Segunda Especial 1986 | Darío Gutierrez         | Grupo II |
| Segunda Especial 1987 | Porrua                  | Grupo I  |
| Segunda Especial 1987 | Torrelavega             | Grupo II |

### Primera División
| Temporada              | Campeón                        | Grupo                         |
| ---------------------- | ------------------------------ | ----------------------------- |
| Primera categoría 1988 | Queso Cobo Liérganes           | Grupo I                       |
| Primera categoría 1988 | San Roque                      | Grupo II                      |
| Primera categoría 1989 | T. Mallavia                    | 14 equipos                    |
| Primera categoría 1990 | Monte                          | 14 equipos                    |
| Primera categoría 1991 | Peñacastillo                   | 14 equipos                    |
| Primera categoría 1992 | Hnos. Borbolla Villa de Noja   | 14 equipos                    |
| Primera categoría 1993 | Liérganes                      | 14 equipos                    |
| Primera categoría 1994 | Hotel Chiqui                   | 14 equipos                    |
| Primera categoría 1995 | Torrelavega                    | 12 equipos                    |
| Primera categoría 1996 | Textil santanderina            | 12 equipos                    |
| Primera categoría 1997 | Renedo                         | 12 equipos                    |
| Primera categoría 1998 | Velo                           | 12 equipos                    |
| Primera categoría 1999 | Comillas                       | 12 equipos                    |
| Primera categoría 2000 | Velo                           | 12 equipos                    |
| Primera categoría 2001 | Quijano                        | 12 equipos                    |
| Primera categoría 2002 | Monte                          | 12 equipos                    |
| Primera categoría 2003 | Casa Sampedro                  | 12 equipos                    |
| Primera categoría 2004 | Riotuerto                      | 12 equipos                    |
| Primera categoría 2005 | Sobarzo                        | 12 equipos                    |
| Primera categoría 2006 | La Carmencita                  | 12 equipos                    |
| Primera categoría 2007 | El Cármen Sumipas              | 12 equipos                    |
| Primera categoría 2008 | Torrelavega                    | 12 equipos                    |
| Primera categoría 2009 | Oruña                          | 13 equipos. Retirada PB Ermua |
| Primera categoría 2010 | Ribamontán al Mar              | 14 equipos                    |
| Primera categoría 2011 | Sobarzo                        | 14 equipos                    |
| Primera categoría 2012 | Riotuerto                      | 14 equipos                    |
| Primera categoría 2013 | Los Remedios                   | 14 equipos                    |
| Primera categoría 2014 | J. Cuesta                      | 14 equipos                    |
| Primera categoría 2015 | La Rasilla                     | 14 equipos                    |
| Primera categoría 2016 | Gajano                         | 14 equipos                    |
| Primera categoría 2017 | Pontejos                       | 14 equipos                    |
| Primera categoría 2018 | Hnos. Borbolla Villa de Noja B | 14 equipos                    |

- Datos: Q85876588